# (306128) Pipher
(306128) Pipher est un astéroïde de la ceinture principale.

## Description
(306128) Pipher est un astéroïde de la ceinture principale. Il fut découvert le 12 mai 2010 aux États-Unis par le programme WISE. Il présente une orbite caractérisée par un demi-grand axe de 3,09 UA, une excentricité de 0,08 et une inclinaison de 8,5° par rapport à l'écliptique.